# Грозный, Бедржих
Бедржих Грозный (чеш. Bedřich Hrozný, до 1918 года также Фридрих Грозный, нем. Friedrich Hrozny; 6 мая 1879, Лиса-над-Лабем — 12 декабря 1952, Прага) — австрийский, с 1919 чешский востоковед, лингвист, филолог. 
Он дешифровал хеттский язык, доказав, что он и другие анатолийские языки относятся к языкам индоевропейской семьи . 
Автор первой в мире грамматики хеттского языка, изданной в 1917 году в Вене.

## Биография
Грозный родился в Австро-Венгрии на территории современной Чехии в семье евангелического пастора. В гимназии г. Колин он изучил основы древнееврейского (иврита) и арабского языков. Позднее, во время учёбы в Венском университете (факультет теологии) к ним добавились аккадский, арамейский, эфиопский, шумерский и санскрит, а также клинопись Малой Азии, Месопотамии и Персии. Затем он изучал востоковедение в Берлинском университете. Б. Грозный также владел свободно русским и турецким языками. 
В 1906 г. при раскопках столицы Хеттского царства г. Хаттуса (совр. Богазкёй, Турция) в 150 км к северо-востоку от Анкары немецкая экспедиция обнаружила Богазкёйский архив (архив хеттских царей), выполненный местной разновидностью аккадской клинописи, но на неизвестном языке. В 1915—1916 гг. Грозный опубликовал работы по дешифровке хеттского языка и его грамматику, доказав, что он относился к индоевропейским языкам.
Позднее Грозный пытался дешифровать другие письменности (критское письмо, библское письмо, протоиндское письмо и др.), но его дешифровки были признаны ошибочными. Как сильной, так и слабой стороной Грозного был его сравнительно-исторический метод; используя его, он недооценивал другие методы, например, логико-комбинаторный.
Он прочитал многочисленные успешные лекции в различных университетах Европы. В 1929 основал Archiv Orientální («Восточный архив»), остающийся по сей день основным чешским журналом по востоковедению.
В январе 1929 года назначен членом Международной комиссии по интеллектуальному сотрудничеству Лиги Наций (предшественницы ЮНЕСКО) — вместе с норвежским радиохимиком Эллен Гледич, латвийским химиком Мартином Приманисом и индийским политиком и журналистом Абдулом Кадиром. В 1936 году побывал в СССР, посетил 5 республик, оставил ряд апологетических статей о советской действительности.
В 1939 году у него была возможность эмигрировать из оккупированной Чехословакии, но он решил остаться и был избран ректором Карлова университета в Праге. 
В 1940 году ему был также предложен пост в министерстве просвещения, который он однако отклонил.
В годы немецкой оккупации Чехословакии Грозный занимает пост ректора Пражского университета. Несмотря на то, что занятия в университете были остановлены на неопределённый срок, учёный проводил лекции в залах вне университета, издавал научные работы, спасал от ареста студентов.
Большим достижением Грозного было то, что благодаря его усилиям в университетской типографии были созданы шрифты для практически всех известных к тому времени письменностей мира.
Среди учеников Грозного были археолог Богумил Судский, антрополог-индеанист Честмир Лоукотка.
В 1944 году он пережил сердечный приступ и с тех пор не занимался преподавательской деятельностью, однако продолжил работу над главным делом своей жизни — обобщённой историей Древнего Востока (с цивилизацией долины Инда и крито-микенской Грецией). Эта работа вышла в 1949 году. 
Поздние теории Грозного, в частности, по расшифровке хетто-лувийских иероглифов, критского линейного письма и письменности долины Инда, были всё более недостоверными.
12 ноября 1952 года его избирают членом новосозданной Академии наук Чехословакии. 
Ровно месяц спустя, 12 декабря 1952 года, академик Бедржих Грозный умер.